# Crossmaglen Rangers
Il Crossmaglen Rangers GAC è un club nordirlandese di calcio gaelico e camogie situato a Crossmaglen, nella  Contea di Armagh, in Irlanda del Nord. 
Il loro campo è il St. Oliver Plunkett Park, aperto nel 1959. 
Nel 1971 l'esercito britannico occupò il campo scatenando la feroce opposizione delle associazioni gaeliche e del governo irlandese.
Il club ha vinto l'All-Ireland Senior Club Football Championship, il più prestigioso titolo per club dell'isola, in sei occasioni, l'Ulster Senior Club Football Championship 9 volte e l'Armagh Senior Football Championship 39 volte. Sono inoltre i campioni in carica di tutte queste competizioni.

## Palmarès
Livello Senior
- All-Ireland Senior Club Football Championship (6 volte):

1997, 1999, 2000, 2007, 2011, 2012
- Ulster Senior Club Football Championship (9 volte):

1996, 1998, 1999, 2004, 2006, 2007, 2008, 2010, 2011
- Armagh Senior Football Championship (39 volte):

1906, 1908, 1911, 1912, 1913, 1923, 1924, 1925, 1926, 1927, 1933, 1936, 1937, 1947, 1960, 1962, 1965, 1966, 1967, 1970, 1975, 1977, 1983, 1986, 1996, 1997, 1998, 1999, 2000, 2001, 2002, 2003, 2004, 2005, 2006, 2007, 2008, 2010, 2011